# My Own Pal
My Own Pal is een Amerikaanse western uit 1926. De werktitel was My Little Pal. De stomme film is waarschijnlijk verloren gegaan.

## Verhaal
Cowboy Tom O'Hara (Tom Mix) is het Wilde Westen zat en besluit te verhuizen naar de grote stad. Als hij met zijn paard Tony op pad is, komt hij toevallig langs een circus. Hij neemt het zesjarige meisje Jill (Virginia Marshall), die meespeelt in het circus maar er slecht wordt behandeld door haar vader, op advies van haar stervende moeder onder zijn hoede. Hij helpt het kind ontsnappen. Op de rug van Tony springen Tom en Jill in een bagagerijtuig van een passerende trein. In de trein komen ze de knappe Alice Deering (Olive Borden) tegen, op wie Tom een oogje heeft. Eenmaal in de stad krijgt Tom door August Deering (Tom Santschi), de dankbare oom van Alice wier leven hij eerder heeft gered, een baan aangeboden als politieagent. Enige tijd later arresteert Tom een lid van een bende juwelendieven, maar deze zijn hem te slim af door weer een grote overval te plegen. Baxter Barton (Ben Bard) ontvoert daarop Alice, maar zij wordt vlug bevrijd door Tom. Hij houdt uiteindelijk de hele bende aan en wint de onvoorwaardelijke liefde van Alice.

## Rolverdeling
| Acteur            | Personage         |
| ----------------- | ----------------- |
| Tom Mix           | Tom O'Hara        |
| Olive Borden      | Alice Deering     |
| Tom Santschi      | August Deering    |
| Virginia Marshall | Jill              |
| Ben Bard          | Baxter Barton     |
| William Colvin    | Jud McIntire      |
| Virginia Warwick  | Molly             |
| Jay Hunt          | Clown             |
| Hedda Nova        | Mrs. Jud McIntire |
| Tom McGuire       | Pat McQuire       |
| Helen Lynch       | Trixie Tremaine   |
| Jack Rollens      | Slippery Sam      |
| Tony het paard    | Tony              |